# Technique de Seldinger

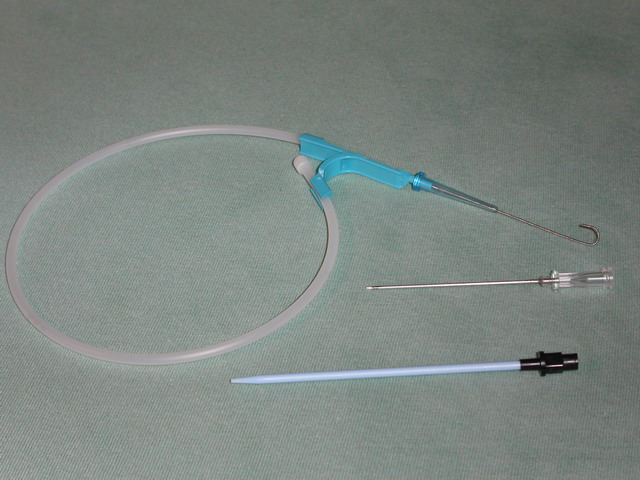
Set de pose d'abord veineux ou artériel selon la technique de Seldinger.

La technique de Seldinger désigne un protocole de soins mis en œuvre lors du cathétérisme d'un vaisseau sanguin ou d'une cavité afin d'en garantir un accès sécurisé.
La technique doit son nom à son inventeur, le docteur Sven Ivar Seldinger, médecin radiologue suédois qui l'a présentée pour la première fois en 1953.

## Procédure
Après une éventuelle anesthésie locale, le vaisseau sanguin ou la cavité est ponctionné à l'aide d'un trocart creux (étape 1). En fonction de l'endroit ponctionné, un guidage par échographie ou autre technique d'exploration radiographique par contraste peut-être envisageable.
Une fois la ponction réalisée et le trocart inséré à l'endroit voulu, un guide métallique souple est inséré à l'intérieur de la lumière du trocart (étape 2). Le guide est alors cathétérisé dans l'endroit ponctionné, son extrémité s'abouchant à l'extérieur. Le trocart est ensuite retiré en coulissant le long du guide (étape 3).
Selon les endroits ponctionnés, il peut être nécessaire d'augmenter la taille du point de ponction au moyen d'un dilatateur ou d'une incision chirurgicale pour permettre le passage d'un cathéter plus gros. Le dilatateur est glissé le long du guide métallique jusqu'au niveau du point de ponction, et inséré en rotation afin de faciliter sa pénétration. Une fois effectué, le dilatateur est retiré, le guide métallique étant toujours maintenu en place (étape 4).
L'étape suivante consiste en l'insertion du cathéter à mettre en place (étape 5). Celui-ci est hissé le long du guide métallique et cathétérisé dans l'endroit voulu. Une fois en place, le guide métallique est retiré. Une précaution consiste à obturer la lumière du cathéter lors de manipulation afin de prévenir tout risque de complication, telle une infection, une hémorragie ou une embolie gazeuse si la ponction était artérielle ou veineuse. Le cathéter est ensuite maintenu en place à l'aide de points de suture.
Il est possible que le cathéter serve lui-même de guide à un dispositif médical, telle l'insère d'un pace-maker ou encore un cathéter de Swan-Ganz.

## Indications
La technique de Seldinger peut être utilisée dans une variété de cas, notamment pour effectuer un cathétérisme cardiaque, une angiographie, l'insertion d'un drain thoracique, d'une gastrostomie, d'une urostomie, d'un cathéter de Tenckhoff pour la dialyse péritonéale, l'insertion d'un pace-maker ou encore d'un cathéter de Swan-Ganz.
Elle est notamment utilisée pour la technique de pose d'une voie veineuse centrale.

## Complications
Les complications majeures de cette technique sont l'hémorragie, la perforation ou l'infection.